# Сан Мартин (броненосен крайцер)
Вижте пояснителната страница за други значения на Сан Мартин.
„Сан Мартин“ (на испански: ARA San Martín) е броненосен крайцер от тип „Джузепе Гарибалди“ на аржентинските ВМС от началото на 20 век. Корабът е построен в Италия и кръстен на генерал Хосе де Сан Мартин, аржентински герой. „Сан Мартин“ е спуснат на вода на 25 май 1896 г. и служи в аржентинските ВМС, докато е изведен от експлоатация на 18 декември 1935 г.